# Monofonija
Monofonija (starogrško μονoς + φωνη - en glas) je enoglasna glasba. Je najstarejši tip glasbene umetnosti, tako v deželah Evrope kot bližnjega in daljnega Vzhoda. Monofonija najbolj jasno realizira melodijo kot glasbeni element. Iz ljudskih pesmi se je preko starokrščanske glasbe (gregorijanski koral, bizantinski napev) polagoma razvila umetna monofona glasba. V srednjem veku so jo izvajali trubadurji, truverji, cehi glasbenikov : Minnesängerji, Meistersingerji (mojstri pevci), enoglasne so bile italijanske laude in španske cantiage. Ob pojavu večglasja (okrog 9. stoletja) začne monofonija postopno izginjati iz evropske umetne glasbe in do 16.stoletja izgine.
Enoglasna glasba je bila v začetku samo vokalna, torej péta glasba in je šele skupaj z besedilom tvorila estetsko celoto. V njenem okviru glasbeni instrumenti sicer niso bili izključeni, vendar je bila njihova vloga slučajna, včasih so le podvajali melodijo ali ponekod nadomeščali glas. V prvih stoletjih našega štetja je bila Zahodna glasba pod močnim vplivom helenistične (posledično tudi orientalske in antične) enoglasne glasbene kulture, ki je do leta 1000 obveljala kot temeljni glasbeni nazor.